# Gruta das Mercês II
A Gruta das Mercês II é uma gruta portuguesa localizada na freguesia da Feteira, concelho de Angra do Heroísmo, ilha Terceira, arquipélago dos Açores.
Esta cavidade apresenta uma geomorfologia de origem vulcânica em forma de tubo de lava localizado em campo de lava de encosta.
Esta estrutura geológica com um comprimento de 69 m. por uma altura máxima de 4.7 m e por lagura também máxima de 3.9 m.